# 1096

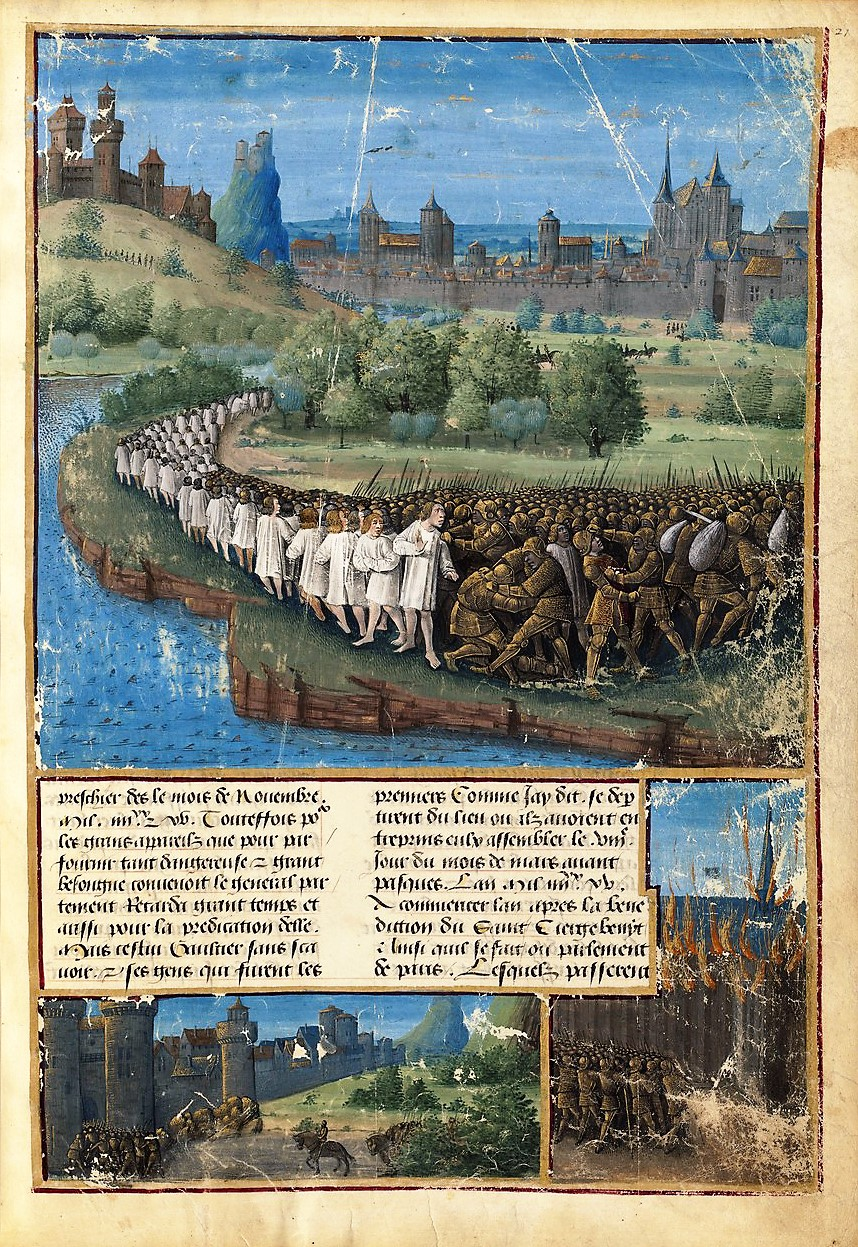
De Volkskruistocht

Het jaar 1096 is het 96e jaar in de 11e eeuw volgens de christelijke jaartelling.

## Gebeurtenissen

### Volkskruistocht
- april - Peter de Kluizenaar vertrekt met (een deel van) de Volkskruistocht uit Keulen
- mei - Duitse Kruistocht: Volkssoldaten onder leiding van Emich voeren de eerste grootschalige jodenvervolgingen uit, in Spiers (3 mei), Worms (18 mei) en Mainz (27 mei). Ook andere groepen volkskruisvaarders keren zich tegen de joden, in Praag en Regensburg.
- Emich krijgt geen toestemming Hongarije door te trekken. Hij belegert Wieselburg, maar wordt verslagen. Emich keert terug, sommige van zijn troepen sluiten zich later aan bij Hugo van Vermandois.
- 20 juli - Een groep onder Walter Sans-Avoir komt aan in Constantinopel.
- 1 augustus - Ook de groep met Peter de Kluizenaar komt aan in Constantinopel.
- 5 augustus - De kruisvaarders worden de Bosporus overgezet naar Klein-Azië.
- 21 oktober - Een leger van de Seltsjoekse sultan Kilij Arslan I verslaat bij Civitot de deelnemers aan de Volkskruistocht terwijl ze oprukken naar Nicaea. Die worden gedood of als slaaf verkocht.

### Eerste Kruistocht
- 15 augustus - Officieel vastgestelde vertrekdatum van de kruistocht vanuit Constantinopel.
- zomer - Hugo I van Vermandois en zijn leger vertrekken via Italië en de Adriatische Zee.
- augustus - Godfried van Bouillon en Boudewijn van Boulogne vertrekken met een leger.
- oktober - Raymond IV vertrekt met een leger uit Toulouse.
- De kruisridders veroveren Belgrado voor het koninkrijk Hongarije op de Serven.
- november - De eerste kruisvaarders komen aan in Constantinopel. Er ontstaat frictie met keizer Alexios I, die eist dat de kruisvaarders hem als leenheer herkennen.
- 23 december - Het leger van Godfried van Bouillon bereikt Constantinopel.

### Overige gebeurtenissen
- De Fatimiden heroveren Jeruzalem op de Seltsjoeken.
- Ahmad Sanjar wordt heerser van Khorasan.
- Slag bij Alcoraz: Peter I van Aragón, die Huesca belegert, verslaat de moslimtroepen uit de stad Zaragoza.
- Hertog Robert Curthose van Normandië, die op kruistocht gaat, verpacht zijn hertogdom aan zijn broer Willem II van Engeland.
- Voor het eerst vermeld: Berghem, Bocholt, Dendermonde, Eigenbilzen, Gellik, Houthem, Komen, Langerlo, Martenslinde, Mussy-la-Ville, Romny

## Opvolging
- bisdom Augsburg - Siegfried II opgevolgd door Herman van Vohburg
- Auvergne - Robert II opgevolgd door zijn zoon Willem VI
- Beieren - Welf IV in opvolging van keizer Hendrik IV
- Istrië - Engelbert I van Spanheim opgevolgd door zijn schoonzoon Poppo II
- Joigny - Godfried II opgevolgd door zijn zoon Reinoud III
- Joinville - Godfried II opgevolgd door zijn zoon Rogier
- Luxemburg - Hendrik III opgevolgd door zijn broer Willem I
- Venetië (doge) - Vitale Falier opgevolgd door Vitale I Michiel

## Geboren
- Knoet Lavard, Deens prins
- Stefanus, koning van Engeland (1135-1154)
- Izjaslav II, grootvorst van Kiev (jaartal bij benadering)

## Overleden
- 1 april - Engelbert I van Spanheim, markgraaf van Istrië (1090-1096)
- 21 oktober - Walter Sans-Avoir, Frans kruisvaarder
- Dalmatius, bisschop van Santiago de Compostella (1094-1096)
- Godfried II, graaf van Joigny en heer van Joinville (1080-1096)
- Godfried III, graaf van Gâtinais (1045-1068), Anjou en Tours (1060-1068)
- Hendrik III (~26), graaf van Luxemburg (1086-1096)
- Robert II, graaf van Auvergne (1064-1096)